# Aeonium canariense var. virgineum
Aeonium canariense var. virgineum es una planta suculenta de la familia de las crasuláceas, nativa de las Islas Canarias.

## Características
Como las otras especies de su género, A. virgineum tiene un característico hábito en roseta, echando tallos estériles cortos y gruesos, con sólidas ramas horizontales y ocasionalmente estolones de 25 a 30 cm de largo. Con los años se ramifica abundantemente; el ancho de las rosetas alcanza los 25 cm de diámetro. La planta adulta es peluda por debajo, donde permanecen las bases negruzcas de las hojas viejas, que son frondosas en el ápice con la roseta perdida y las esquinas erectas. 
Las hojas tienen un color verde intenso, que enrojece con la exposición a pleno sol. Son espatuladas, casi talludas, redondeadas y apiculadas en el ápice. Tienen debajo  un amplio, corto, subpeciolo de 10 a 15 cm de longitud y entre 5 y 7,5 cm de ancho. La superficie, el dorso y los bordes de la hoja muestran pelos glandulares de longitud desigual, siendo los más largos de 0,75 mm.  
La floración se produce entre marzo y abril. El tallo de las flores mide entre 40 y 60 cm de altura. Es sólido, glandular-pubescente y frondoso, con la parte más baja de las hojas ampliamente espatuladas y apiculadas. Las que ocupan la parte superior tienen forma más circular, y su tamaño decrece hasta formar pequeñas brácteas lanceoladas, acutadas. La inflorescencia mide hasta 40 cm de largo y entre 15 y 25 cm de ancho; es ovoide en su contorno, ancha, con muchas ramas subpatentes, que se dividen cada una hacia su ápice en 3 a 6 cortas ramitas de floración dicotómica. 
Los pedícelos tienen de 2 a 5 mm de largo; los brotes florales son ovoides y apuntados. Las flores tienen de 6 a 9 pétalos, siendo 7 la norma; son de color amarillo limón, anchas cuando están abierta, y entre 1 y 1,5 cm de diámetro. El cáliz es glandular-pubescente, y tiene entre 4,5 y 6 mm de longitud; a mitad de camino se corta en segmentos que son ampliamente lanceolados. Los pétalos son lanceolados, oblanceolados, cortamente acuminados, ligeramente glandular-pubescentes sobre la nervadura del reverso, entre 7 y 8 mm de largo, de color amarillo limón verdoso, hacia la base. 
Los estambres tienen entre 5 y 7 mm de longitud, los filamentos cubiertos de color amarillento, y las anteras amarillas apuntadas. Las escalas son verdosas, cuneadas, algo expandidas y redondeadas  por encima, de 0,75 a 1 mm de largo, y entre 0,5 y 1 mm de ancho. Ovarios colgantes, verdosos, glabros, de 2-3 mm de longitud, estilos de 3 mm de largo.

## Hábitat
A. C. var. virgineum es nativa de las Islas Canarias, como la mayoría de las especies de Aeonium. Es localmente abundante en Gran Canaria, especialmente en la zona más al noroeste; se la identificó por primera vez en el Barranco de La Virgen, donde es una de las más llamativas características de la vegetación local. Se distribuye en la isla desde el nivel del mar hasta los 900 m, creciendo sobre rocas y ocasionalmente sobre tejados.

## Observaciones
A. C. virgineum es la especie más representativa en Gran Canaria. En el ámbito de su hábitat natural, es fácil distinguirla de sus aliados A. canariense y Aeonium palmense por su menor tamaño y la mayor ramificación de su hábito, que crea en ocasiones arbustos de grandes rosetas, así como por el ligero tinte rojizo de sus hojas, el tallo de las flores y el cáliz.
Ninguna de estas características es particularmente distintiva fuera de este ámbito; es necesario observar la naturaleza de la pubescencia de las hojas, más cortas que en A. canariense y más larga y menos densa que en A. palmense, para distinguirla cuando no esté en flor. Cuando las plantas están en flor, la forma de las escalas identifica a la planta con certeza.

## Híbridos
Esta especie cruza con Aeonium percarneum dando Aeonium x lemsii, que abunda en Cuesta de Silva.

## Nomenclatura
BasónimoAeonium virgineum Webb ex Christ, en Botanische Jahrbücher, 9, III (1888)

### Sinonimia
- Sempervivum virgineum Christ, en Botanische Jahrbücher, 161, III (1888)
- Sempervivum canariense subsp. virgineum Burchard, en Kanarenpflanzen 127 (1929)

Etimología
Ver: Aeonium
El nomen triviale de "virgineum" le viene del sitio de su primera identificación, el Barranco de La Virgen en Gran Canaria.